# Mauro Mendonça Filho
Mauro Mendonça Filho (Río de Janeiro, 8 de agosto de 1965) es un director de cine brasileño.

## Biografía
Es hijo de los actores Rosamaria Murtinho y Mauro Mendonça y hermano de Rodrigo Mendonça y João Paulo Mendonça. Casado con Juliana Mendes Mendonça (desde 2003), tienen dos hijas: Sofia y Januária. Él tiene otra hija de su relación anterior con Patricia Naves, Victória.[cita requerida]
Tiene formación en comunicación, Cine, Artes Dramáticas y Dirección de Teatro, lo que le da la versatilidad de actuar como director de teatro, cine y televisión.
En 1984, ingresó en la TV Globo, como editor, en la novela "Partido Alto", de Aguinaldo Silva y Glória Perez. En 1988, comienza como asistente de dirección de la novela “Vale Tudo”, de Gilberto Braga. Dos años después, ya asumía como director en la miniserie ‘A.E.I.O. Urca’, de Doc Comparato y Carlos Manga.
En 1995, asumió la primera dirección general, en especial "A Comédia da Vida Privada". Desde el comienzo de su carrera en televisión, participó de la concepción de trabajos como "O Dono do Mundo", "Renascer", "Memorial de Maria Moura", "Toma Lá Dá Cá", "Negócio da China" e "S.O.S Emergência".
En teatro, pasó a dirigir los espectáculos: "Deus", de Woody Allen (1998); "O Submarino", de Maria Carmem Barbosa e Miguel Falabella (1998); "A Megera Domada, de William Shakespeare (2000); "No Retrovisor", de Marcelo Rubens Paiva (2002); y "Renato Russo", de Daniela Pereira de Carvalho (2007).
El 24 de marzo de 2014, fue promovido a director de novelas, para ser director de núcleo.

## Trabajos como director
| Año       | Trabajo                                 | Función                                       | Socios Titulares                                                       |
| --------- | --------------------------------------- | --------------------------------------------- | ---------------------------------------------------------------------- |
| 2017      | O Outro Lado do Paraíso                 | dirección artística                           | André Felipe Binder (general)                                          |
| 2015      | Verdades Secretas                       | dirección general y núcleo                    | [ 2 ]                                                                  |
| 2014      | Ojos sin culpa                          | dirección general y núcleo                    | René Sampaio (dirección)                                               |
| 2013      | Rastros de mentiras                     | dirección general                             | Wolf Maya (núcleo)                                                     |
| 2012      | Gabriela                                | dirección general                             | Roberto Talma (núcleo)                                                 |
| 2011      | El astro                                | dirección general                             | Roberto Talma (núcleo)                                                 |
| 2010      | S.O.S. Emergência                       | dirección general                             |                                                                        |
| 2008/2009 | Negócio da China                        | dirección general                             | Roberto Talma (núcleo)                                                 |
| 2007/2008 | Toma Lá, Dá Cá                          | dirección general                             | Roberto Talma (núcleo)                                                 |
| 2005      | Toma Lá, Dá Cá (especial de fim de ano) | dirección general                             | Roberto Talma (núcleo)                                                 |
| 2004/2005 | Como uma Onda                           | dirección general                             | Dennis Carvalho (dirección general y núcleo)                           |
| 2002/2005 | Fantástico                              | responsable por la supervisión de dramaturgia |                                                                        |
| 1999/2000 | Força de um Desejo                      | dirección general                             | Marcos Paulo (dirección general y núcleo)                              |
| 1998      | Dona Flor e Seus Dois Maridos           | dirección general                             |                                                                        |
| 1995      | Irmãos Coragem                          | dirección                                     | Luiz Fernando Carvalho (dirección general) Carlos Araújo (dirección)   |
| 1993      | Renascer                                | dirección                                     | Luiz Fernando Carvalho (dirección general) Emilio di Biasi (dirección) |